# Elyaniv Barda
Elyaniv Barda (hebreo: אליניב ברדה, Beerseba, Israel, 15 de diciembre de 1981) es un exfutbolista y entrenador israelí que jugaba de delantero. Desde diciembre de 2024 dirige al Hapoel Tel Aviv F. C. de la Liga Leumit.

## Selección nacional
Fue internacional con la selección de fútbol de Israel en 38 ocasiones y anotó 12 goles.

## Clubes

### Como jugador
| Club                  | País    | Año       |
| --------------------- | ------- | --------- |
| Hapoel Be'er Sheva    | Israel  | 1998-2003 |
| Maccabi Haifa F. C.   | Israel  | 2003-2005 |
| Hapoel Tel Aviv F. C. | Israel  | 2005-2007 |
| K. R. C. Genk         | Bélgica | 2007-2013 |
| Hapoel Be'er Sheva    | Israel  | 2013-2018 |

### Como entrenador
| Club                  | País   | Año       |
| --------------------- | ------ | --------- |
| Hapoel Be'er Sheva    | Israel | 2022-2024 |
| Hapoel Tel Aviv F. C. | Israel | 2024-     |

## Palmarés

### Como jugador

#### Campeonatos nacionales
| Título                 | Club                  | País    | Año  |
| ---------------------- | --------------------- | ------- | ---- |
| Liga Premier de Israel | Maccabi Haifa F. C.   | Israel  | 2004 |
| Liga Premier de Israel | Maccabi Haifa F. C.   | Israel  | 2005 |
| Copa de Israel         | Hapoel Tel Aviv F. C. | Israel  | 2006 |
| Copa de Israel         | Hapoel Tel Aviv F. C. | Israel  | 2007 |
| Copa de Bélgica        | K. R. C. Genk         | Bélgica | 2009 |
| Pro League             | K. R. C. Genk         | Bélgica | 2011 |
| Supercopa de Bélgica   | K. R. C. Genk         | Bélgica | 2011 |
| Copa de Bélgica        | K. R. C. Genk         | Bélgica | 2013 |
| Liga Premier de Israel | Hapoel Be'er Sheva    | Israel  | 2016 |
| Supercopa de Israel    | Hapoel Be'er Sheva    | Israel  | 2016 |
| Copa Toto              | Hapoel Be'er Sheva    | Israel  | 2016 |
| Liga Premier de Israel | Hapoel Be'er Sheva    | Israel  | 2017 |
| Supercopa de Israel    | Hapoel Be'er Sheva    | Israel  | 2017 |
| Liga Premier de Israel | Hapoel Be'er Sheva    | Israel  | 2018 |

#### Distinciones individuales
| Distinción                                 | Año     |
| ------------------------------------------ | ------- |
| Mejor jugador de la Liga Premier de Israel | 2015-16 |

### Como entrenador

#### Campeonatos nacionales
| Título              | Club               | País   | Año  |
| ------------------- | ------------------ | ------ | ---- |
| Copa de Israel      | Hapoel Be'er Sheva | Israel | 2022 |
| Supercopa de Israel | Hapoel Be'er Sheva | Israel | 2022 |